# Crottet
Crottet är en kommun i departementet Ain i regionen Auvergne-Rhône-Alpes i östra Frankrike. Kommunen ligger  i kantonen Pont-de-Veyle som ligger i arrondissementet Bourg-en-Bresse. Kommunens areal är 12,12 km². År 2022 hade Crottet 1 844 invånare.

## Befolkningsutveckling
Antalet invånare i kommunen Crottet
Referens: INSEE